# ピクニックatハンギングロック (テレビドラマ)
『ピクニックatハンギングロック』はオーストラリアのミステリー・ロマンス・ドラマシリーズである。2018年5月8日、オーストラリアのShowcaseで放送された。ジョーン・リンジーの1967年の小説『ピクニック・アット・ハンギングロック』に基づき、名所ハンギングロックへのピクニック旅行中に起きる女学生の失踪事件を描く。

## あらすじ
ヘスター・アップルヤードはオーストラリアビクトリア州の森の中の大邸宅を購入して若い女性のための寄宿学院を設立し、校長となる。1900年のバレンタインデーに、教師と生徒たちが名所である岩山ハンギングロックに日帰りのピクニック旅行に行く。現地では、3人の生徒と1人の教師が行方不明となる。事件は教師、生徒だけでなく地元のコミュニティに衝撃をもたらす。様々な説が唱えられ、秘密が暴露され、ヒステリーが巻き起こる。やがて、行方不明の女性たちの一部だけが発見される。学院は崩壊して校長は自殺し、事件は謎に包まれたままとなる。

## 登場人物
- ヘスター・アップルヤード : ナタリー・ドーマー - 寄宿制女学院の校長
- ミランダ・リード : リリー・サリヴァン - 生徒
- ダイアン・ポワチエ : ローラ・ベッシー - フランス語教師
- マイケル・フィッツヒューバート : ハリソン・ギルバートソン - 富裕なフィッツヒューバート大佐の甥
- アーマ・レオポルド : サマラ・ウィーヴィング - 富裕な家庭出身の生徒
- マリオン・クエイド : マデリーン・マッデン ? 原住民との混血の生徒
- サラ : イネス・クーロ ? 孤児院から来た生徒
- イーディス : ルビー・リース - 生徒
- ドーラ・ラムリー : ヤエル・ストーン - アップルヤードに忠実な聖書担当の教師
- アーサー・アップルヤード : フィリップ・クァスト - ミセス・アップルヤードの亡夫
- トマセティ : Marcus Graham - 石工
- アルバート : James Hoare - フィッツヒューバート家の召使
- トム : Mark Coles Smith - 学校の使用人
- ドクター・マッケンジー : Don Hany - 校医

## エピソード
| 通算 話数 | タイトル        | 監督             | 脚本              | 放送日       |
| --- | --------------- | ---------------- | ----------------- | ------------ |
| 1 | "Episode One"   | Larysa Kondracki | Beatrix Christian | 2018年5月6日 |
| ヘスター・アップルヤードは森の中の大邸宅を購入し、寄宿制の女学院を創立して校長となる。1900年のバレンタインデーに、名所のハンギングロックと呼ばれる岩山への日帰りのピクニックが企画される。孤児院出身のサラは居残りを命じられ、アップルヤードとともに学院に残る。サラはアップルヤードの秘密を握り、ミランダに打ち明ける。美しいミランダには男たちが言い寄る。岩山のふもとでは時計が12時で止まる。ミランダ、マリオン、アーマ、イーディスの4人は岩山に登る。アップルヤードは亡夫アーサーの夢を見る。生徒と教師を乗せた馬車が戻り、アップルヤードは凶事を知る。 |                 |                  |                   |              |
| 2 | "Episode Two"   | Larysa Kondracki | Beatrix Christian | 2018年5月6日 |
| イーディスは戻るが、ミランダ、マリオン、アーマおよびマクロ―先生は行方不明となる。捜索隊が組織され、岩山へ4人の女性たちが向かうところを目撃したマイケルも加わる。アップルヤードは学校を閉鎖し、失踪を秘密にする。イーディスは二人の馬乗りを見かけたと証言する。1年前の回想でミランダは鞭打ちの罰を受け、マリオンとアーマが慰める。失踪の1週間後、女性たちは死んだと見なされ、捜索が打ち切られる。イーディスは密かに生徒たちに体験談を語る。フィッツヒューバート大佐の邸宅では予定通り夜会が開かれてアップルヤードも出席する。マイケルは現場を再訪し夜を明かす。翌朝、大佐の召使のアルバートが現地に行き、倒れている女性を一人見つける。 |                 |                  |                   |              |
| 3 | "Episode Three" | Larysa Kondracki | Beatrix Christian | 2018年5月6日 |
| アーマが無事発見されフィッツヒューバート館に滞在するが、何も覚えていない。アップルヤードは亡夫アーサーの仕業を疑う。聖書担当教師ドーラ・ラムリーはマクローの部屋で同性愛者である証紙を見つけ、兄のレジーがバンファー巡査部長に渡す。アーマはマイケルに恩を感じ結婚相手に望むが、ミランダに惹かれるマイケルに求婚されず、館を去り帰郷する。 |                 |                  |                   |              |
| 4 | "Episode Four"  | Amanda Brotchie  | Alice Addison     | 2018年5月6日 |
| 失踪事件前のクリスマス休暇中、学院に残ったマリオンはマルロー先生と親密になり、それを戻ったアーマが目撃する。アップルヤードはマリオンに学院で教職に就くよう誘う。現在、教師と生徒が教会に行っている間に男が侵入するも、サラがアップルヤードの銃で撃つ。マイケルは館を離れることにし、ミランダの実家を訪ねる旅にアーノルドを誘う。アーノルドは断るが、アーマの親から多額の礼金をもらったのちに考え直す。学院では退学者が出始め、アップルヤードは事件についての言及を禁じる。サラの後見人が授業料を滞納しているため、アップルヤードはサラを虐待し続け、孤児院に戻すことを考え始める。これに反対した美術教師を解雇する。使用人のトムも学院を辞めることを考え始める。アーノルドは妹サラを探し、学院でサラとすれ違いになる。石工のトマセティが学院に姿を現し、アップルヤードは動揺する。 |                 |                  |                   |              |
| 5 | "Episode Five"  | Michael Rymer    | Alice Addison     | 2018年5月6日 |
| 復活祭を前に退学者はさらに増え、職員たちも学院を見限って去る。サラの姿が学院から消え、アップルヤードは後見人に引き取られたと言うが、ポワチエは信じずサラを探し回る。アーノルドはフィッツヒューバート館を辞める。ドーラも兄のレジーに連れ戻されるが、天涯孤独のポワチエだけが校長とともに残る。アップルヤードはアーサーに孤児院から引き取られたことを思い出す。バンファー巡査部長はメルボルンにアーマを訪ね、生徒たちが逃亡を図っていたという推測を話す。アーマが義父に言い寄られて実母に嫌われていたことが明らかになる。 |                 |                  |                   |              |
| 6 | "Episode Six"   | Michael Rymer    | Beatrix Christian | 2018年5月6日 |
| ドーラは兄レジーと言い争い火事を起こし死ぬ。アップルヤードは、イギリスで夫アーサーを傷つけて逃げ、オーストラリアに渡って偽名のアップルヤードを名乗ったことを思い出す。庭師がサラの死体を見つける。アップルヤードはアーサーの子分だったトマセティに会い、アーサーが死んでおり生徒の失踪には関係ないと聞かされる。アップルヤードは一人でハンギングロックに行く。生徒たちも登った頂上に登り、飛び降りる。マルロー、マリオン、ミランダの行方は知られないままとなる。 |                 |                  |                   |              |

## 放送

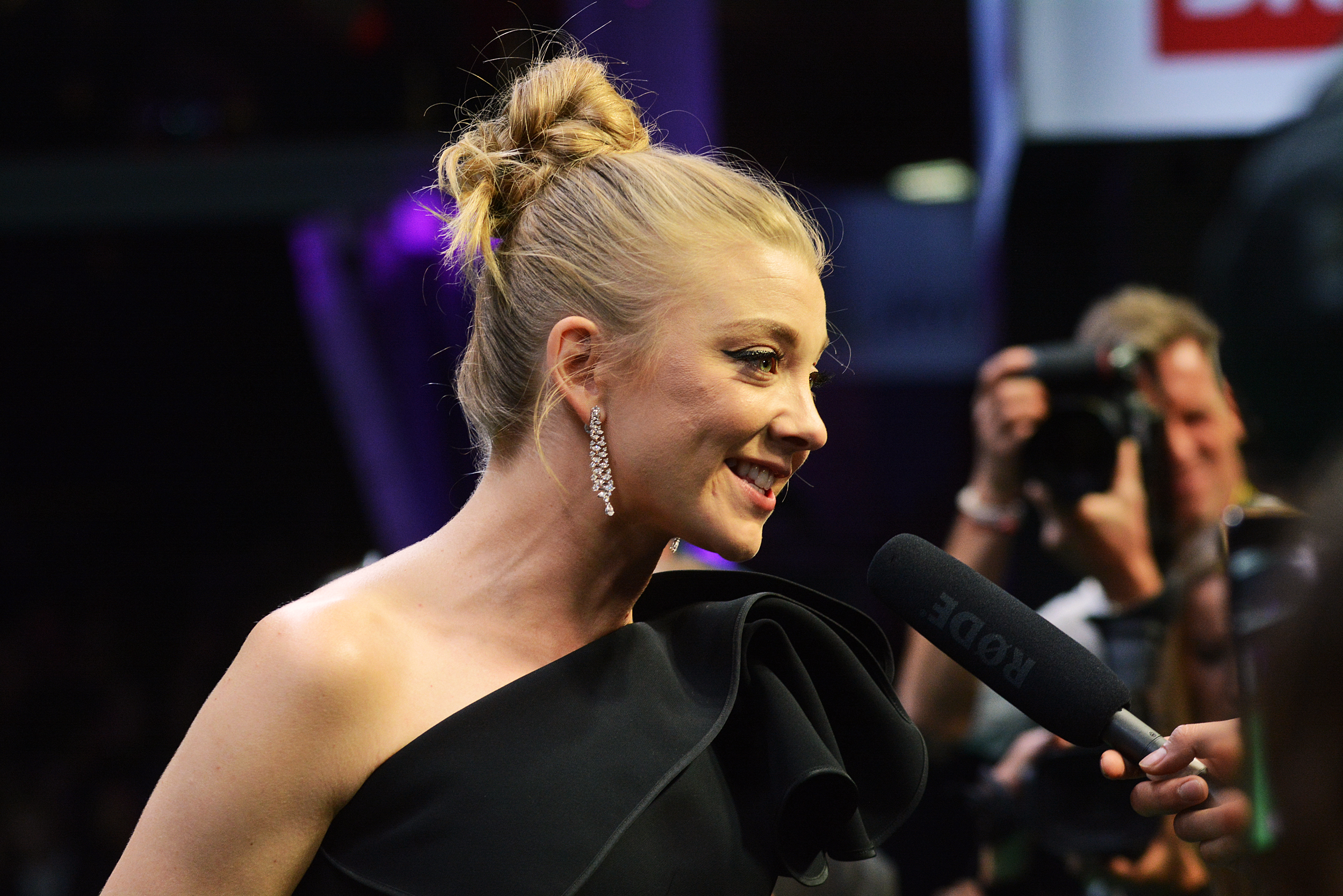
British actress Natalie Dormer attends the Picnic at Hanging Rock Interview during the 14th Zurich Film Festival on October 5, 2018 in Switzerland.

シリーズは、2018年にオーストラリアのShowcaseで放送された 。イギリスではBBCで放送され、フランスではCanal+で、アイルランドではRTÉで放送され、アメリカではAmazonビデオで配信された。ギリシャでは ERTで放送された。日本ではU-NEXTで配信されている。

## 関連記事
- ピクニックatハンギング・ロック